# Claraeola nigripennis
Claraeola nigripennis är en tvåvingeart som beskrevs av Hardy 1949. Claraeola nigripennis ingår i släktet Claraeola och familjen ögonflugor.
Artens utbredningsområde är Kongo. Inga underarter finns listade i Catalogue of Life.